# Julia Lubomirska
La principessa Julia Lubomirska (Parigi, 1764 – Cracovia, 26 agosto 1794) è stata una nobildonna polacca.

## Biografia
Era figlia del principe Stanisław Lubomirski e di Elźbieta Czartoriska, cugina del re Stanislao II Augusto Poniatowski. Julia Lubomirska era considerata una delle donne più belle dell'epoca, per cui era soprannominata "Giulietta la bella".

## Matrimonio
Sposò, il 9 maggio 1783 a Wilanów, il conte Jan Potocki, famoso per il romanzo Manoscritto trovato a Saragozza. Ebbero due figli:
- Alfred Wojciech Potocki (4 marzo 1786-23 dicembre 1862);
- Artur Stanisław Potocki (27 maggio 1787-30 gennaio 1832).

Poco dopo il matrimonio viaggiarono in Italia, Francia, Gran Bretagna e Paesi Bassi per tre anni. Non fu un matrimonio felice e Julia trascorse la maggior parte del tempo a Parigi e a Versailles con la madre, partecipando alla vita di corte, oltre a mantenere i contatti con l'opposizione e circoli artistici nel periodo pre-rivoluzionario.
Tornarono nel 1788, quando Jan fu eletto al Sejm e Julia appoggiò la Costituzione del 3 maggio. Fu durante questo periodo che incontrò Eustachy Erazm Sanguszko, anch'egli parlamentare del Sejm, con il quale ebbe una relazione pubblicamente nota. Si separarono quando egli partecipò alla guerra russo-polacca del 1792 e all'insurrezione di Kościuszko, sebbene continuassero a scriversi. Dopo il trionfo della Russia sulla Costituzione e l'adesione del re alla confederazione di Targowica, Julia e il marito tornarono in Francia, dove aveva legami con i giacobini. Lì fornì aiuto organizzativo e finanziario a Tadeusz Kościuszko nel gennaio 1793. In seguito Jan si recò in Germania, mentre Julia ritornò in Polonia.

## Morte
Morì di tubercolosi il 26 agosto 1794 a Cracovia. Dopo la morte di Elżbieta, i figli ereditarono una parte significativa del patrimonio degli Lubomirski, tra cui Łańcut.